# Kouign (crêpe)
Pour l’article homonyme, voir Kouign.
Ne doit pas être confondu avec Kouign-amann.
La kouign (kouignoù au pluriel) est une sorte de petite crêpe gonflée, spécialité du Pays Bigouden sud en Bretagne (de Pont-L'Abbé à Penmarc'h).
D'origine inconnue, cette variante sucrée du pancake contient de la levure de boulanger et de la pâte à crêpe très épaisse. Les kouigns sont cuites, sur leurs deux faces, sur une billig puis bien beurrés. Certaines communes et quartiers du Pays Bigouden sud ont leurs propres recettes, telles la kouign plaked à Kérity (Penmarc'h) et la kouign yekel.